# 山田一仁
山田 一仁（やまだ かずひと、1957年（昭和32年）1月1日 - ）は、日本の写真家。岐阜県岐阜市生まれ。プレミアリーグの撮影ライセンスを日本人フリーランスカメラマンとして唯一保有。J2FC岐阜のオフィシャルフォトグラファー。

## 経歴・人物
- 1957年－岐阜県岐阜市生まれ。
- 1975年－岐阜県立岐阜北高等学校卒業
- 1981年－千葉大学工学部画像工学科卒業
- 1981年－文藝春秋写真部にスタッフカメラマンとして配属（8年間在籍）
- 1989年－英国ケンブリッジ語学留学
- 1990年－フリーランスのカメラマンとして活動開始
- 2007年－（有）Kaz Photographyを設立
- 2008年－FC岐阜オフィシャルカメラマン

## 著書
- 自分の力を試したい―フォト・ジャーナリスト山田の冒険（文藝春秋、1999年）
- 欧州スター30人の「カミワザ」全解析 （講談社、2009年）

## 取材

### オリンピック
- 1984年－ロサンゼルス
- 1988年－ソウル、カルガリー
- 1992年－バルセロナ
- 1994年－リレハンメル
- 1998年－長野
- 2000年－シドニー

### ワールドカップ
- 1990年－イタリア
- 1994年－アメリカ
- 1998年－フランス
- 2002年－日韓
- 2006年－ドイツ
- 2010年－南アフリカ
- 2011年－ドイツ（女子）
- 2014年－ブラジル
- 2018年－ロシア
- 2022年－カタール

### その他
- 1989年－ベルリンの壁崩壊
- 1989年－ルーマニア革命
- 1991年－旧ソ連クーデター
- 1993年－ロシア紛争
- 1995年－チェチェン紛争